# تپه اچاق داغی
تپه اچاق داغی مربوط به سده‌های اولیه دوران‌های تاریخی پس از اسلام است و در شهرستان نیر، بخش کورائیم، دهستان یورتچی غربی، روستای کریق بزرگ واقع شده و این اثر در تاریخ ۱۸ اسفند ۱۳۸۷ با شمارهٔ ثبت ۲۴۹۵۲ به‌عنوان یکی از آثار ملی ایران به ثبت رسیده است.